# Jilotepec, Veracruz
Jilotepec är en ort i Mexiko.   Den ligger i kommunen Jilotepec och delstaten Veracruz, i den sydöstra delen av landet, 230 km öster om huvudstaden Mexico City. Jilotepec ligger 1 382 meter över havet och antalet invånare är 3 219.
Terrängen runt Jilotepec är lite bergig. Runt Jilotepec är det ganska tätbefolkat, med 172 invånare per kvadratkilometer. Närmaste större samhälle är Xalapa, 9,7 km söder om Jilotepec. Omgivningarna runt Jilotepec är en mosaik av jordbruksmark och naturlig växtlighet.